# Pardubice V
Pardubice V jsou jedním z osmi městských obvodů města Pardubice. Obvod se nachází jižně od pardubického hlavního nádraží.

## Části obvodu
- Dražkovice
- Nové Jesenčany
- Zelené Předměstí (část)

## Historie
Původně zde byla vojenská karanténa (velká vojenská nemocnice), odtud také pochází historické označení obvodu Karanténa. Po druhé světové válce byla Karanténa stržena a do dnešní doby z ní zůstalo jen několik dřevěných domků (ulice V Ráji).
Následovala výstavba prvního pardubického sídliště. První domy vznikaly během dvouletky na konci 40. let 20. století, budování komunismu ovšem poznamenalo růst dalších domů: na průčelích domů přibyla komunistická symbolika, zmenšovala se okna i plocha bytů.
Poblíž sídliště Dukla se nalézá Letiště Pardubice a Pardubická rafinerie minerálních olejů (Paramo). Od těchto zdrojů zvukového a chemického znečištění je sídliště odděleno zeleným pásmem lesoparku.

## Obyvatelstvo
| 1869 | 1880 | 1890  | 1900  | 1910  | 1921  | 1930  | 1950  | 1961  | 1970  | 1980   | 1991   | 2001   | 2011   | 2021   |
| ---- | ---- | ----- | ----- | ----- | ----- | ----- | ----- | ----- | ----- | ------ | ------ | ------ | ------ | ------ |
| 757  | 899  | 1 052 | 1 639 | 2 553 | 1 517 | 3 225 | 1 174 | 1 058 | 2 903 | 20 588 | 18 302 | 17 075 | 15 983 | 16 505 |